# Huanggong Hu
Huanggong Hu är en sjö i Kina. Den ligger i den autonoma regionen Xinjiang, i den nordvästra delen av landet, omkring 700 kilometer sydväst om regionhuvudstaden Ürümqi. Huanggong Hu ligger 1 050 meter över havet. Arean är 6,8 kvadratkilometer. Trakten runt Huanggong Hu är ofruktbar med lite eller ingen växtlighet. Den sträcker sig 5,2 kilometer i nord-sydlig riktning, och 2,7 kilometer i öst-västlig riktning.
Genomsnittlig årsnederbörd är 144 millimeter. Den regnigaste månaden är juli, med i genomsnitt 33 mm nederbörd, och den torraste är april, med 3 mm nederbörd.